# آکناغبیور (آسکران)
آکناغبیور (به ارمنی: Ակնաղբյուր) یک منطقهٔ مسکونی در جمهوری آرتساخ است که در استان آسکران واقع شده‌است. آکناغبیور ۵۷۸ نفر جمعیت دارد.